# Hesperomannia
Hesperomannia là một chi thực vật có hoa trong họ Cúc (Asteraceae).

## Loài
Chi Hesperomannia gồm các loài: